# Bakchylides
Bakchylides z Keos (stgr. Βακχυλίδης; ur. ok. 516 p.n.e.  – zm. 450 p.n.e.) – liryczny poeta grecki, siostrzeniec poety Symonidesa z Keos. 

## Życiorys
Był autorem dytyrambów i epinikiów. Jego styl odznaczał się prostotą i jasnością, mniej w nim patosu i gwałtowności. Dytyramby jego autorstwa mają charakter ballad. Tematycznie jego utwory związane są z mitami ateńskimi. 
Wśród jego utworów znajduje się m.in. dytyramb o Tezeuszu, który jest dialogiem pomiędzy królem Egeuszem i chórem.
Utwory Bakchylidesa odnaleziono w 1896 w Egipcie w postaci 20 papirusowych zwojów.